# Desiderio Arce Cano
Desiderio Arce Cano es un cantante boliviano, que residió en Argentina. Es uno de los intérpretes bolivianos más reconocidos y por servir como misionero en su país de origen en la La Iglesia de Jesucristo de los Santos de los Últimos Días.
Arce de raíces quechuas. Se crio en una comunidad minera de Quiriza en el Departamento de Potosí y comenzó su carrera como cantante en la La Quiaca, Argentina y fue descubierto por un grupo musical llamado La Voces de Huira. Se trasladó a Salta y allí se casó con una argentina llamada, Nelly Aguilar. Más adelante se unió a la Iglesia de Jesucristo de los Santos de los Últimos Días (Iglesia Mormona). Ellos fueron bautizados en dicha iglesia, el 21 de marzo de 1961. En 1966, el presidente de la Misión del Norte Argentino y de la Misión del sur de Bolivia, Richard G. Scott, solicitó a Arce para ayudar a construir una iglesia en Quiriza. La familia de Arce vivió durante varios años en Quiriza. Además de ayudar a enseñar el evangelio, Arce cooperó con la construcción de una capilla en Quiriza, que fue la primera capilla mormona construido en esta localidad de Bolivia.
Después de regresar de Salta, Arce retornó nuevamente a la música, interpretando temas musicales y realizando su primera presentación importante en Cosquín en Argentina.